# Guaracava-dos-tepuis
Elénia-gigante ou guaracava-dos-tepuis (Elaenia dayi) é uma espécie de ave da família Tyrannidae.
É endémica da Venezuela.
Os seus habitats naturais são: regiões subtropicais ou tropicais húmidas de alta altitude e matagal tropical ou subtropical de alta altitude.